# Магдалена Лампарска
Магдалена Лампарска (пољ. Magdalena Lamparska; Слупск, 6. јануар 1988) пољска је филмска и позоришна глумица. Позната је по улози Олге у филму 365 дана (2020), 365 дана: Овај дан (2022) и Још 365 дана (2022).

## Филмографија
- 365 дана, 2020.
- 365 дана: Овај дан, 2022.
- Још 365 дана, 2022.